# Momir Bulatović
Momir Bulatović (cirílico: Момир Булатовић; Belgrado, Sérvia, Iugoslávia, 21 de setembro de 1956 - Podgorica, 30 de junho de 2019) foi um ex-político iugoslavo e montenegrino. Bulatović foi o primeiro presidente de Montenegro (1990-1998), enquanto Montenegro fazia parte de uma federação iugoslava, e também primeiro-ministro da República Federal da Iugoslávia (1998-2000). Ele liderou o Partido Democrático dos Socialistas de Montenegro (DPS CG), sucessor da Liga dos Comunistas de Montenegro, de 1989 a 1998. Vivia em Belgrado.
O TPII considera Momir Bulatović parte de uma "empresa criminosa conjunta de limpeza étnica durante as guerras iugoslavas contra os não-sérvios (na Croácia e na Bósnia e Herzegovina) e para conectá-los em um território compacto com a Sérvia e Montenegro", descartando assim a forma de um país da Sérvia, Montenegro e repúblicas separatistas sérvias na Bósnia e na Croácia (Republika Srpska e a República Sérvia da Krajina). No entanto, não há nenhuma acusação contra Bulatović, enquanto há uma investigação dura contra ele na Croácia.[carece de fontes?]
Bulatović morreu em 30 de junho de 2019, aos 62 anos.